# Mario Draghi
Mario Draghi (født 3. september 1947) er en italiensk økonom, bankmand og politiker. 2011-2019 var han formand for Den Europæiske Centralbank (ECB) og fra februar 2021 til oktober 2022 Italiens premierminister. Som formand for ECB fik han tilnavnet "Super Mario", ikke mindst for sin rolle i at bremse den europæiske statsgældskrise ved at love at gøre "hvad end der er nødvendigt" ("Whatever it takes") for at redde ØMUen.
I september 2024 stod han i offentliggørelsen for en kritisk rapport om EU's konkurrenceevne, kaldt Draghi-rapporten, som anbefalede en stor stigning i de europæiske investeringer, delvis finansieret via fælles offentlig låntagning, og ændringer i en række EU-regler for at gøre EU mere konkurrencedygtigt i forhold til USA og Kina.

## Karriere
Draghi har været formand for Financial Stability Board fra 2009 til 2011 og leder af Italiens nationalbank Banca d'Italia.

### Formand for Den Europæiske Centralbank
Draghi var formand for Den Europæiske Centralbank fra 2011 til 2019, hvor han blev afløst af den tidligere franske finansminister Christine Lagarde.
Draghi blev ikke mindst kendt for, at han under den europæiske statsgældskrise i kølvandet på finanskrisen udtalte, at han ville gøre "hvad end, der skal til" ("whatever it takes") for at redde euroen. Udmeldingen fik stor betydning, da den virkede effektivt til at berolige finansmarkederne og dermed medførte et vendepunkt i krisen. Draghi fik ikke mindst af denne årsag tilnavnet "Super Mario" som ECB-direktør. Tilnavnet var en henvisning til den populære videospilfigur og -helt Mario, også kaldet Super Mario.

### Premierminister
Draghi afløste Giuseppe Conte som italiensk premierminister i februar 2021. Efter en regeringskrise meddelte Draghi den 14. juli 2022, at han indgav sin afskedsbegæring, da der ikke var opbakning til regeringskoalitionen. Den italienske præsident, Sergio Mattarella, meddelte imidertid samme aften, at han ikke ville acceptere afskedsbegæringen. Efter en uge indgav Draghi imidlertid på ny en afskedsbegæring den 21. juli 2022, da der efter Draghis opfattelse ikke var tilstrækkelig opbakning blandt regeringskoalisationen. Denne afskedsbegæring blev imødekommet af præsidenten, der herefter opløste parlamentet og udskrev valg. Draghi fortsatte som fungerende premierminister indtil udpegelsen af Giorgia Meloni.

### Draghi-rapporten
I september 2024 stod Draghi i spidsen for offentliggørelsen af en meget omtalt ekspertrapport om EU's svigtende konkurrenceevne. Rapporten, der normalt omtales som "Draghi-rapporten", vurderede, at virksomhederne i Europa haltede kraftigt bagefter deres konkurrenter i USA og Kina. Rapporten anbefalede, at investeringerne i EU blev sat voldsomt i vejret med et beløb svarende til op mod 6.000 milliarder kr. om året eller ca. 5 % af EU's samlede bruttonationalprodukt. Forslaget var størrelsesmæssigt mere ambitiøst end Marshall-planen efter anden verdenskrig. Draghi mente, at pengene skulle komme både fra private investorer og rejses af EU's regeringer, finansieret af fælles låntagning. Midlerne burde blandt andet investeres i den grønne omstilling. Draghi mente også, at man burde lempe EU's regler for statsstøtte og konkurrence.